# 扎沃尔日斯克区
扎沃尔日斯克区（俄语：Заволжский район）是俄罗斯联邦伊万诺沃州下辖的一个区，其行政中心为扎沃尔日斯克。据2016年统计，该区的人口为15963人。